# Mitr Chaibancha
Mitr Chaibancha (tiếng Thái: มิตร ชัยบัญชา, sinh ngày 28 tháng 1 năm 1934 tại Phetchaburi, Thái Lan - mất ngày 08 tháng 10 năm 1970) là một diễn viên điện ảnh Thái Lan đã tham gia 266 bộ phim 1956-1970.
Ông mất ngày 08 tháng 10 năm 1970 tại bãi biển Dongtan, Jomtien, Pattaya, sau khi rơi xuống từ một máy bay trực thăng trong khi quay phim của một diễn viên đóng thế cho cảnh cuối cùng của Insee thong (Đại bàng Vàng).
Ở đỉnh cao của sự nghiệp của mình trong những năm 1960, Mitr, cùng với Petchara Chaowarat, đã thực hiện một loạt các bộ phim thành công tràn ngập các rạp chiếu phim Thái Lan. Trong số 75 đến 100 bộ phim sản xuất mỗi năm của ngành điện ảnh Thái Lan trong thời gian này, Mitr đóng vai chính trong gần một nửa trong số đó.

## Tiểu sử
Mitr sinh ra trong nghèo đói với tên khi sinh là Pichet Pumhem. Cha mẹ anh chia tay nhau khi cậu còn là một trẻ sơ sinh. Lúc lên 8 tuổi, Mitr và mẹ chuyển đến Bangkok, nơi cậu đã được ghi danh một trường Muay Thái. Anh trở thành nhà vô địch Muay Thái hạng nhẹ của trường mình vào năm 1952, và đã tiếp tục giành chiến thắng ba danh hiệu hạng nhẹ. Sau khi học xong trung học, anh học tại trường Cao đẳng Pranakhon. Ông sau đó đã được chấp nhận vào trường hàng không Không quân Hoàng gia Thái Lan, nơi anh đã được huấn luyện làm phi công. Sau khi tốt nghiệp, anh làm người hướng dẫn bay tại Căn cứ không quân hoàng gia Thái Don Muang.
Năm 1956, một số bạn bè đưa bức ảnh của anh cho nhà báo Kingkaew Kaewprasert, người đã giới thiệu anh với Surat Pukkawet, biên tập viên của một tạp chí điện ảnh. Lâu trước khi Mitr đóng vai chính trong bộ phim đầu tiên của mình, Chart Sua (Bản năng hổ). Sau đó ông đã quyết định thay đổi tên của mình từ Pichet Pumhem thành Mitr Chaibancha. Anh đã thu hút sự chú ý của người hâm mộ điện ảnh sau khi đóng vai chính trong Chao Nakleng (trùm gangster), bằng cách sử dụng tên nhân vật Rom Ritthikrai từ loạt tiểu thuyết của tác giả Sake Dusit Insee Daeng (Đại bàng đỏ).
Ông kết hôn với vợ mình, Jaruwan, vào năm 1959. Năm 1961, một con trai, Yuthana, hoặc Ton, được sinh ra. Tuy nhiên, họ đã ly hôn.